# Erik Persson
Erik Persson (Kungsbacka, 12 de enero de 1994) es un deportista sueco que compite en natación, especialista en el estilo braza.
Ganó una medalla de plata en el Campeonato Mundial de Natación de 2022, dos medallas en el Campeonato Europeo de Natación, en los años 2021 y 2024, y una medalla de plata en el Campeonato Europeo de Natación en Piscina Corta de 2019.
Participó en dos Juegos Olímpicos de Verano, en los años 2016 y 2020, ocupando el octavo lugar en Tokio 2020, en la prueba de 200 m braza.

## Palmarés internacional
| Campeonato Mundial                  | Campeonato Mundial    | Campeonato Mundial | Campeonato Mundial |
| Año                                 | Lugar                 | Medalla            | Prueba             |
| ----------------------------------- | --------------------- | ------------------ | ------------------ |
| 2022                                | Budapest (Hungría)    | Medalla de plata   | 200 m braza        |
| Campeonato Europeo                  |                       |                    |                    |
| Año                                 | Lugar                 | Medalla            | Prueba             |
| 2021                                | Budapest (Hungría)    | Medalla de bronce  | 200 m braza        |
| 2024                                | Belgrado (Serbia)     | Medalla de oro     | 200 m braza        |
| Campeonato Europeo en Piscina Corta |                       |                    |                    |
| Año                                 | Lugar                 | Medalla            | Prueba             |
| 2019                                | Glasgow (Reino Unido) | Medalla de plata   | 200 m braza        |